# 舊馬亞基
47°20′48″N 30°18′41″E / 47.34667°N 30.31139°E

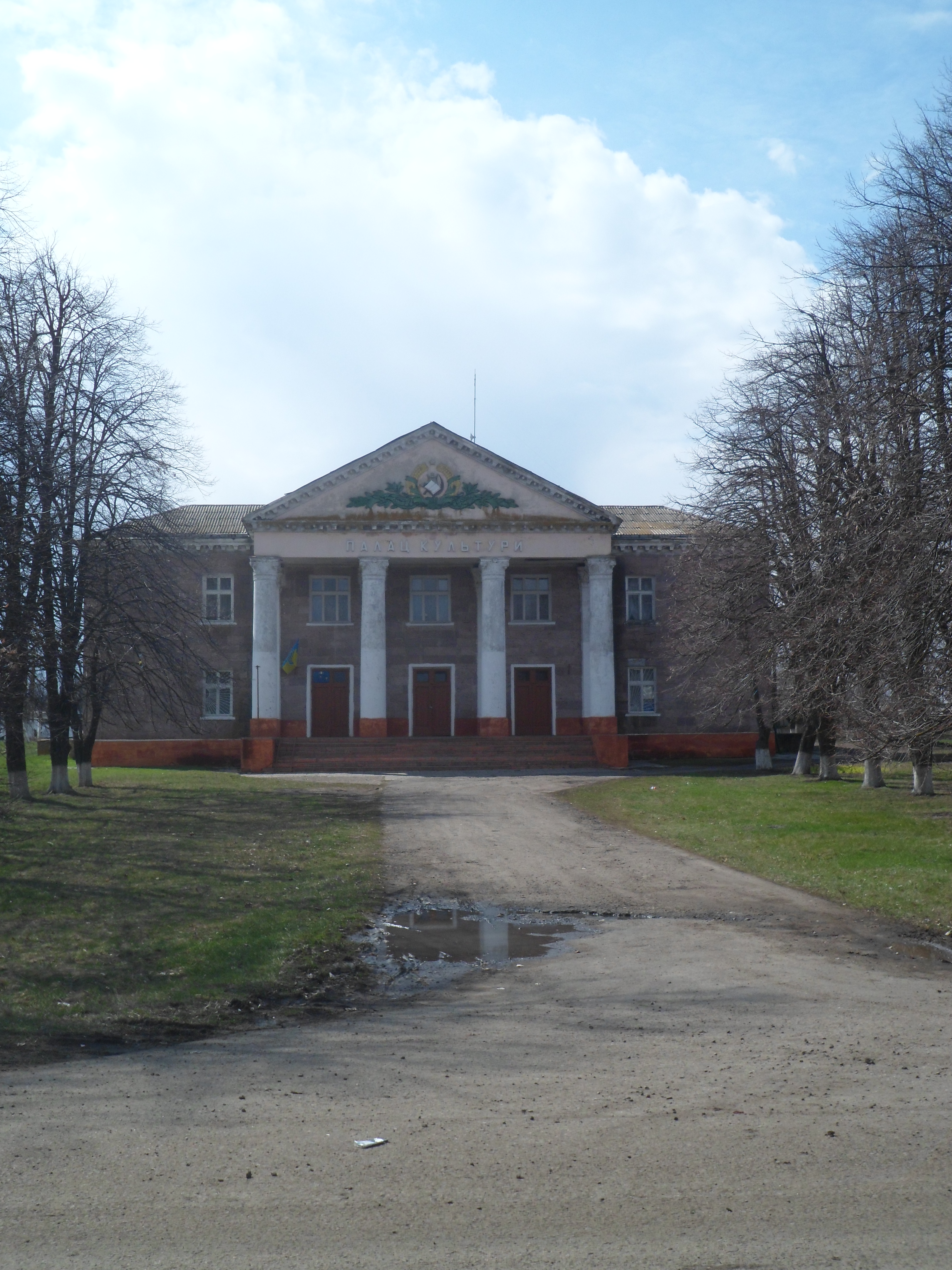

舊馬亞基（烏克蘭語：Старі Маяки）是位於烏克蘭西南部的村莊，由敖德萨州贝雷济夫卡区的舊馬亞基市鎮負責管轄。該村始建於1869年，面積2.26平方公里，海拔高度150米，2001年人口775，人口密度每平方公里342.92人。